# Radkovy
Radkovy település Csehországban, Přerovi járásban. Radkovy Blazice, Lipová, Radkova Lhota és Dřevohostice településekkel határos. Lakosainak száma 148 fő (2024. január 1.).

## Népesség
A település lakosságának változását az alábbi diagram mutatja:
| Lakosok száma | 214  | 239  | 242  | 193  | 187  | 165  | 150  | 149  | 141  | 148  |
|               | 1869 | 1900 | 1921 | 1961 | 1980 | 2011 | 2016 | 2019 | 2021 | 2024 |